# Luisa de Kérouaille
Luisa Renata de Penancoët de Kérouaille, duquesa de Portsmouth (Mansión de Keroual, 6 de septiembre de 1649-París, 14 de noviembre de 1734), fue una noble francesa, recordada por haber sido amante de Carlos II de Inglaterra y espía de la Corona francesa. 

## Comienzos
Hija de Guillermo de Penancoët, señor de Kérouaille (f. 1690) y su esposa María de Ploeuc de Timeur, era nieta por rama paterna de Renato de Penancoët, señor de Kérouaille y Villeneuve, casado con Juliana Emery du Pont-l'Abbé, Señora de Chef du Bois, y nieta por rama materna de Sebastián de Ploeuc, marqués de Timeur, casado con María de Rieux (f. 1628). 
La familia pertenecía a la aristocracia de Bretaña. La forma «Quérouaille» fue utilizada en Inglaterra, donde se transformó en Carwell o Carewell, tal vez con un deje irónico con respecto al cuidado que la duquesa puso en llenar su bolsillo. En Francia, su apellido era escrito como Quérouaille, Kérouaille y Kéroualle.

## Amante de la sociedad

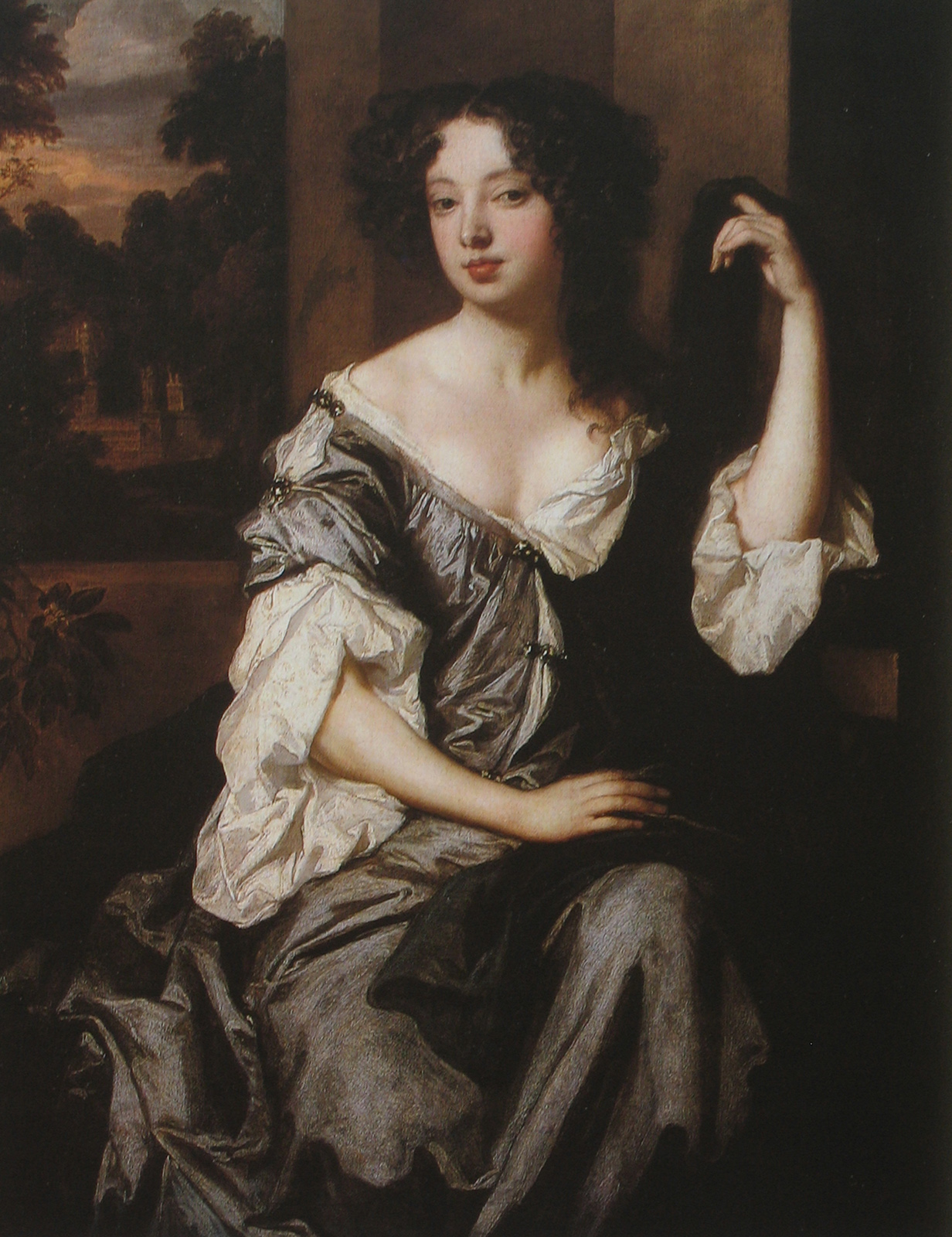
La duquesa de Portsmouth, por sir Peter Lely, 1671.

De joven Luisa fue ubicada en el séquito de Enriqueta Ana Estuardo, duquesa de Orléans, hermana de Carlos II y cuñada de Luis XIV de Francia. Saint-Simon afirma que su familia la colocó en el camino de Luis con la esperanza de que se transformara en una querida o amante real. En 1670, Luisa acompañó a la duquesa de Orléans en una visita a Carlos II en Dover. La muerte súbita de la duquesa, atribuida según evidencia dudosa a envenenamiento, la dejó desguarnecida, pero el rey la designó dama de compañía de su esposa, la reina Catalina de Braganza. 
Posteriormente se diría que ella había sido seleccionada por la corte francesa para fascinar al rey de Inglaterra, pero no existe evidencia que sustente esta aseveración. Sin embargo cuando existieron posibilidades de que el rey le mostrara su favor, el embajador francés, Colbert de Croissy alentó la intriga ayudado por el secretario de estado, Henry Bennet, 1º marqués de Arlington, y su esposa.
Luisa era sumamente hábil y poseía una fuerte voluntad, aunque escondida detrás de una apariencia lánguida y una belleza de tipo aniñada. Al respecto, John Evelyn, describe su «cara de bebé». 
El apoyo que recibió del embajador francés fue en el entendimiento de que ella serviría los intereses de su país de origen. El acuerdo fue confirmado mediante regalos y honores que le confirió Luis XIV y fue cumplido en forma leal por Luisa. Además, ella sentía un fuerte rechazo por el pueblo inglés. 
Sin embargo, la animadversión existente en Inglaterra en su contra se debía tanto a sus actividades en función de los intereses de Francia como a su rapacidad manifiesta. Nell Gwynne, otra de las amantes de Carlos, la llamaba «Squintabella», y si alguien la confundía con Luisa, ella respondía: «pero por favor!, yo soy la querida Protestante». Según Gwynne, Luisa utilizaba ropas íntimas sucias.

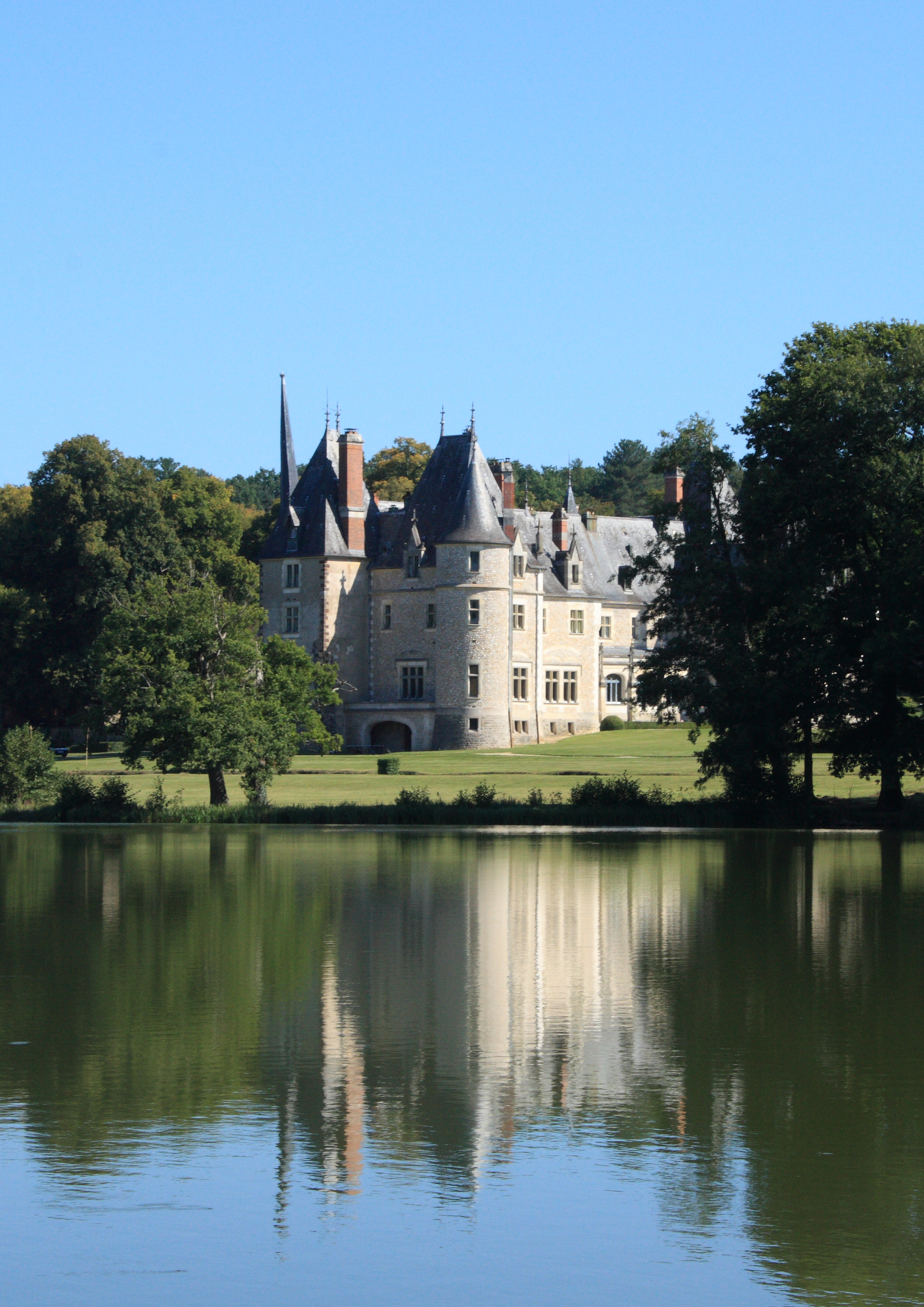
Castillo de la Verrerie, que el rey Luis XIV concedió en 1684 a Louise de Kérouaille.

El 19 de agosto de 1673 se le confirieron a Luisa los títulos de baronesa de Petersfield, condesa de Fareham y duquesa de Portsmouth. Sus pensiones e ingresos de distinto tipo y origen eran cuantiosos. Solo durante 1677 recibió £27,300. La corte francesa le enviaba continuamente presentes, y en diciembre de 1673 la designó Duquesa de Aubigny en el sistema nobiliario francés por solicitud de Carlos II, correspondiéndole la propiedad del Castillo de la Verrerie.
La comprensión que poseía la duquesa del carácter del rey le permitió permanecer a su lado hasta el final. Fue hábil para escapar indemne durante la crisis que se denominó el "Complot papista" en 1678. Además fue lo suficientemente fuerte para mantener su posición durante una larga enfermedad que la aquejó durante 1677, y una visita que realizó a Francia en 1682. En febrero de 1685 prestó apoyo para que el rey, que era simpatizante del catolicismo, no muriera sin antes haberse confesado según el rito romano y haber recibido la absolución.

## Descendencia
De su unión con Carlos II tuvo un hijo, Carlos Lenox, duque de Richmond. Algunos de los descendientes de Luisa son la princesa Diana de Gales, Camila, duquesa de Cornualles, y Sarah, Duquesa de York, los Príncipes del Reino Unido, el príncipe Carlos y el Príncipe Andrés.